# Ed Sanders (musiker och författare)
Ed Sanders, född 17 augusti 1939 i Kansas City, Missouri, är en amerikansk poet, sångare, låtskrivare, aktivist, och författare. 
Sanders är mest känd som en av frontfigurerna i den amerikanska musikgruppen The Fugs som han startade tillsammans med Tuli Kupferberg. Han var medlem i gruppen från dess bildande 1964 fram till 1969, och från 1984 då gruppen återbildades. Han har även släppt några soloalbum. Sanders har skrivit ett flertal böcker och driver onlinetidningen Woodstock Journal.

## Diskografi, soloalbum
- Sanders' Truckstop (1969)
- Beer Cans on the Moon (1972)
- Yiddish-speaking socialist of the Lower East Side (1991)
- Songs in ancient Greek (1992)
- American Bard (1996)
- Thirsting for Peace (2005)
- Poems for New Orleans (2007)